# So Hirao
So Hirao (født 1. juli 1996) er en japansk fodboldspiller, som spiller for den japanske fodboldklub FC Machida Zelvia.